# Estadio Pedro Marrero
Het Estadio Pedro Marrero (Estadio Nacional de Fútbol Pedro Marrero) is een stadion in Havana, de hoofdstad van Cuba. Het stadion dat werd geopend in 1929 wordt nu vooral gebruikt voor voetbalwedstrijden. Er kunnen 28.000 toeschouwers in.
De originele naam voor het stadion was 'Gran Stadium Cervecería Tropical', maar na de Cubaanse Revolutie werd het stadion vernoemd naar Pedro Marrero. Een man die was omgekomen bij de aanval op de Moncadakazerne op 26 juli 1953.